# Juan Domingo de la Cruz
Juan Domingo de la Cruz Fermanelli (Pasteur (Buenos Aires), 6 de fevereiro de 1954) é um ex-basquetebolista argentino com cidadania espanhola que integrou a seleção espanhola que conquistou a medalha de prata disputada nos XXIII Jogos Olímpicos de Verão realizados em Los Angeles em 1984.